# قضاء الزرقاء
قضاء الزرقاء قضاء يقع في لواء قصبة الزرقاء، محافظة الزرقاء في الأردن. ينتمي القضاء للواء قصبة الزرقاء الذي يضم 4 أقضية. يقدر عدد سكانه بـ 648882 نسمة حسب إحصاء 2015.

## الوصلات الخارجية
- دائرة الاحصاءات العامة